# تابستان ۶۹ (فیلم ۲۰۲۵)
تابستان ۶۹ (انگلیسی: Summer of 69) یک فیلم کمدی آمریکایی محصول سال ۲۰۲۵ به کارگردانی جیلیان بل در اولین تجربه کارگردانی‌اش و نویسندگی بل، لیز نیکو و جولز بیرن است. در این فیلم کلوئه فاینمن، مت کورنت، چارلی دی، ناتالی مورالس، نیکول بایر و لیزا کوشی به ایفای نقش پرداختند.
این فیلم برای اولین بار ۱۳ مارس ۲۰۲۵ در جشنواره فیلم جنوب از جنوب غربی به نمایش درآمد و در ۹ مه ۲۰۲۵ در ایالات متحده از طریق هولو منتشر شد.

## داستان
ابی فلورس، دانش‌آموز سال آخر دبیرستان است که از نظر اجتماعی دست و پا چلفتی است و مدت‌هاست که به همکلاسی‌اش مکس علاقه دارد. او پس از اینکه می‌شنود مکس با دوست دختر قدیمی‌اش مرسدس به هم زده است، تصمیم می‌گیرد از این فرصت استفاده کند و قلب او را به دست آورد. او می‌شنود که مکس شیفته‌ی پوزیشن سکس ۶۹ است و نگران کمبود تجربه‌ی جنسی خودش است. برای کسب اطلاعات بیشتر، او به باشگاه استریپ محلی دایموند دالز سر می‌زند و فوراً به استریپر سانتا مونیکا علاقه‌مند می‌شود، اما به دلیل سن کمتر از ۱۸ سال از آنجا اخراج می‌شود. سانتا مونیکا دایموند دالز را خانه‌ی دوم خود می‌داند و بتی، صاحب باشگاه، نقش مادر را برای دخترانی که در آنجا کار می‌کنند، ایفا می‌کند. بتی به رقصندگان اعلام می‌کند که دایموند دالز به دلیل بدهی ۲۰،۰۰۰ دلاری پرداخت نشده‌اش تعطیل خواهد شد. سانتا مونیکا تصمیم می‌گیرد راهی برای کسب درآمد پیدا کند و به همراه بتی مالک مشترک باشگاه شود.
وقتی پدر و مادرش برای یک هفته از شهر خارج می‌شوند، ابی سانتا مونیکا را استخدام می‌کند تا برای رقص به خانه‌اش بیاید. وقتی سانتا مونیکا می‌رسد، ابی از او می‌خواهد که به عنوان یک مربی جنسی عمل کند و موافقت می‌کند که با استفاده از پولی که از بازی‌های ویدیویی پخش زنده به دست می‌آورد، بیست هزار دلار به او بپردازد. سانتا مونیکا موافقت می‌کند و شروع به آموزش عملی به ابی می‌کند، مانند راه رفتن با کفش پاشنه بلند و آموزش مسائل جنسی و همچنین نکاتی برای بهبود اعتماد به نفس او. سانتا مونیکا متوجه می‌شود که ریک ریچاردز کسی است که بتی به او بدهکار است و اگر بدهی ظرف یک هفته پرداخت نشود، کلوب را تصاحب خواهد کرد.
ابی و سانتا مونیکا همچنان با هم وقت می‌گذرانند و به هم نزدیک‌تر می‌شوند. ابی با کمک سانتا مونیکا یک ویبراتور می‌خرد و از رقصندگان دایموند دالز آموزش لخت شدن می‌بیند. در عوض، او به سانتا مونیکا کمک می‌کند تا برای گردهمایی دبیرستانش آماده شود، که به دلیل شغل بی‌زرق و برق و حسادت نسبت به همکلاسی سابقش رابین، از شرکت در آن نگران است. ابی در حالی که با سانتا مونیکا وقت می‌گذراند، مرتباً پخش برنامه‌هایش را به تعویق می‌اندازد و در نتیجه بیست هزار دلار وعده داده شده را دریافت نمی‌کند. پس از اینکه او نمی‌تواند راه دیگری برای دریافت پول پیدا کند، با سانتا مونیکا ملاقات می‌کند تا به او بگوید، سانتا مونیکا به ابی می‌گوید که فکر نمی‌کند ابی آماده رابطه جنسی با مکس باشد، که این موضوع ابی را آزرده خاطر می‌کند. او فاش می‌کند که نمی‌تواند به سانتا مونیکا پول بدهد و این دو با هم دعوا می‌کنند و دوستی‌شان پایان می‌یابد.
وقتی مکس مهمانی خانگی برنامه‌ریزی‌شده‌اش را لغو می‌کند، ابی خانه‌اش را به عنوان محل برگزاری پیشنهاد می‌دهد. ابی در نهایت در اتاق خوابش با مکس قرار می‌گیرد، مکس اعتراف می‌کند که به ابی علاقه‌مند است و از طرفداران استریم‌های ابی است. ابی متوجه می‌شود که نمی‌تواند برای رابطه جنسی آماده باشد و به مکس می‌گوید که نمی‌تواند با او رابطه ۶۹ داشته باشد، اما مکس فاش می‌کند که شایعه مربوط به آن، دروغ است و او در واقع به دلیل مذهبی بودن دوست دختر سابقش، باکره است. در همین حال، سانتا مونیکا در مراسم تجدید دیدار دبیرستانش شرکت می‌کند. سانتا مونیکا اعتراف می‌کند که برای رابین یک رقاص است، که به نوبه خود در مورد تجارت ناموفق املاک و شوهر بی‌وفایش با او صحبت می‌کند. این دو با هم دوست می‌شوند و رابین سانتا مونیکا را تشویق می‌کند که با ابی آشتی کند.
وقتی سانتا مونیکا برای عذرخواهی به خانه ابی می‌آید، از طریق مکس متوجه می‌شود که ابی و تمام شرکت‌کنندگان بالای ۱۸ سال مهمانی به دایموند دالز رفته‌اند. در آنجا، ابی با لباس شخصیت تام کروز در فیلم تجارت پرمخاطره یک استریپتیز ناشیانه اجرا می‌کند. او از همکلاسی‌هایش، مشتریان کلاب و مخاطبان پخش زنده‌اش کمک مالی می‌گیرد تا بدهی دایموند دالز را پرداخت کند. وقتی پول جمع‌آوری‌شده هنوز ۴۳۰۰ دلار کم می‌آورد، رابین از راه می‌رسد و موافقت می‌کند که مابه‌التفاوت را بپردازد، زیرا شوهرش مشتری دائمی کلاب است. ریک ریچاردز خشمگین از کلاب بیرون رانده می‌شود.
ابی و سانتا مونیکا از یکدیگر عذرخواهی می‌کنند و ابی و مکس همدیگر را می‌بوسند، صبح روز بعد، ابی و سانتا مونیکا در حیاط خلوت خانه ابی صحبت می‌کنند، اما والدین ابی به خانه می‌رسند، در حالی که خانه هنوز از مهمانی شب قبل ویرانه است. ابی به آن ها می‌گوید که با کسی دوست شده است.

## بازیگران
- کلوئه فاینمن در نقش سانتا مونیکا
- سام مورلوس در نقش ابی فلورس
- مت کورنت در نقش مکس وارن
- چارلی دی در نقش ریک ریچاردز
- ناتالی مورالس در نقش رابین گود
- الکس موفات در نقش دی‌جی دان
- پائولا پل در نقش بتی
- لیزا کوشی در نقش فرشته
- نیکول بایر در نقش دستین
- ایان کارمل در نقش داکورث

## تاریخ تولید و انتشار
این فیلم اولین تجربه کارگردانی جیلیان بل است. تصویربرداری اصلی از ژوئیه تا اوت ۲۰۲۴ در سیراکیوس، نیویورک انجام شد.
این فیلم برای اولین بار در ۱۳ مارس ۲۰۲۵ در جشنواره فیلم جنوب از جنوب غربی به نمایش درآمد و در ۹ مه ۲۰۲۵ از هولو منتشر شد.